# 彼得斯維爾 (印地安納州)
彼得斯維爾（英語：Petersville）是位於美國印地安納州巴塞洛繆縣的一個非建制地區。該地的面積和人口皆未知。

## 地理
彼得斯維爾的座標為39°13′28″N 84°49′12″W / 39.22444°N 84.82000°W，而該地的平均海拔高度為198米（即650英尺）。